# جورج فينويك (سياسي)
جورج فينويك هو سياسي أمريكي، ولد في 1603، وتوفي في 1657.

## مناصب
- انتخب Member of the First Protectorate Parliament ‏.
- انتخب Member of the Second Protectorate Parliament ‏.
- انتخب عضو مجلس النواب في البرلمان البريطاني ‏.
- انتخب حاكم كونيتيكت  [لغات أخرى]‏.